# Erigeron
Genre
Erigeron est un genre de plantes à fleurs de la famille des Asteraceae qui regroupe plus de 400 espèces. Il est cosmopolite, mais la plus grande diversité spécifique se rencontre en Amérique du Nord.

## Étymologie et dénominations

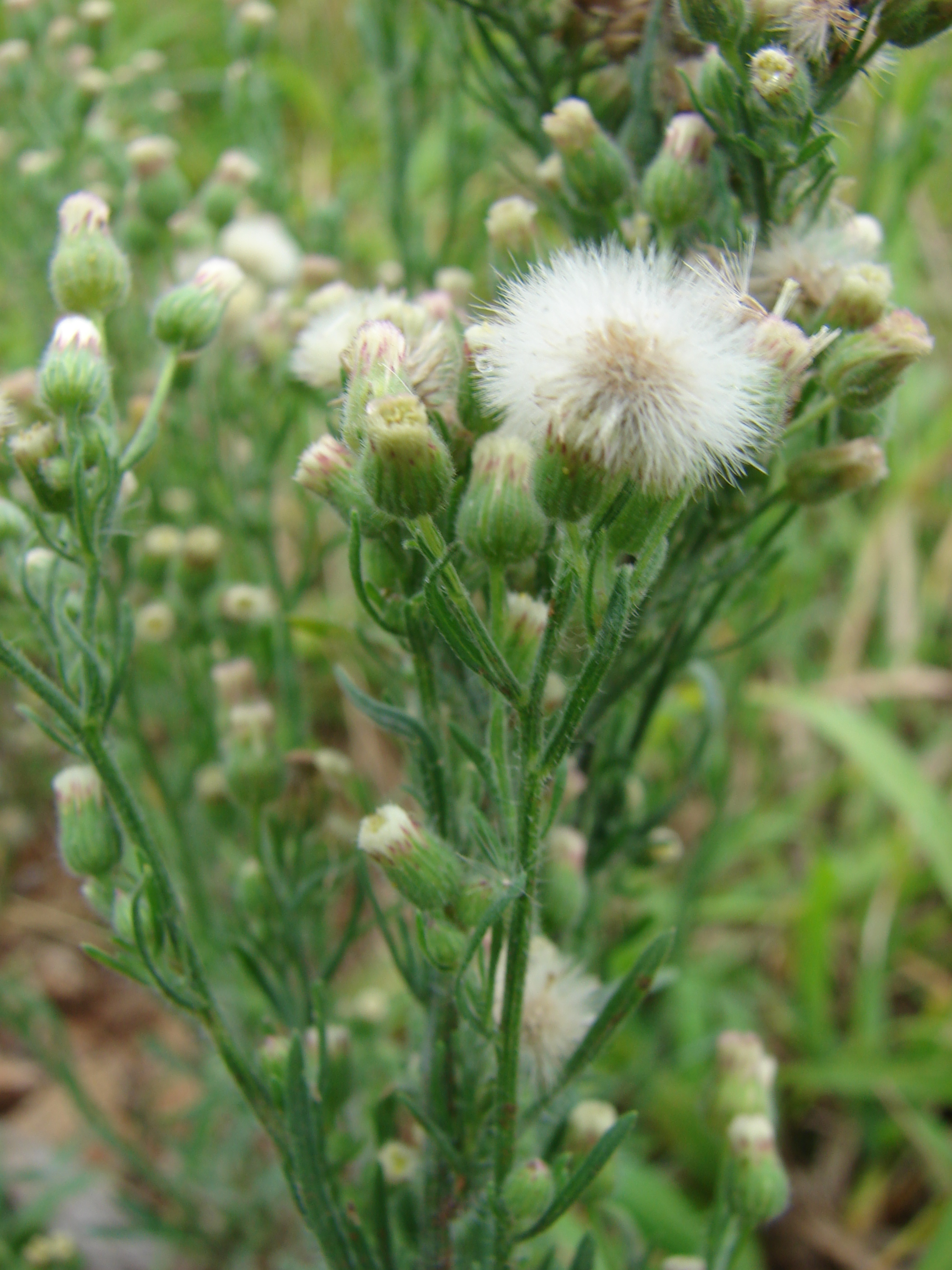
Les akènes à aigrette blanche sont comparés à une chevelure de vieillard.

Ce genre porte en français plusieurs noms communs : « Érigéron », « Vergerette » ainsi que, à Mayotte et La Réunion, « Conyse », « Conisa » et « Conise » (le genre Conyza ayant été placé en synonymie).
Le nom scientifique Erigeron (francisé en « Érigéron ») dérive du nom grec du séneçon, ἠριγέρων (êrigérôn), formé du radical ἦρι (êri) « tôt, de bonne heure » et de γέρων (gérôn) « vieillard », et qui signifie littéralement « qui vieillit tôt ». Le nom latin de la même plante, sĕnĕcĭo, s'explique de la même façon car il dérive du latin sĕnex « vieux », faisant référence aux capitules fructifiés en akènes dont les aigrettes blanches du pappus leur donnent l'apparence de petites têtes de vieillards couvertes de cheveux blancs. Le nom vernaculaire de « Vergerette » est un diminutif de « verge », dérivé du latin virga, allusion aux rameaux souples et flexibles.

## Description
Les différentes espèces peuvent être annuelles, bisannuelles ou vivaces. Ce sont des plantes présentant une tige dressée pourvue de nombreux rameaux, caractérisée par leurs nombreux capitules à cœur jaune entouré de rayons blancs, couleur lavande ou roses. Quelques espèces présentent des capitules dépourvus de ligules. Le pappus (calice modifié formant une couronne) est plus court que dans le genre Aster, et se trouve réduit à des poils. Les ligules sont plus étroites que chez le genre Aster, mais dépassent largement l'involucre de bractées.
Quelques espèces sont utilisées comme plantes ornementales, avec de nombreux cultivars tels (en anglais) 'Wayne Roderick', 'Charity', 'Dunkelste Aller' et 'Foersters Liebling'.
Certains Erigeron sont plantes hôtes de plusieurs espèces de chenilles de Lépidoptères dont Bucculatrix angustata et Coleophora squamosella.

### Plantes bioindicatrices
Les Érigérons sont des plantes bioindicatrices de l'état des sols : elles indiquent le compactage des sols limoneux par battance sous l'impact du splash, du travail du sol ou de l'instabilité du  sol mal structuré compte tenu du pourcentage important en éléments fins (limons, sablons).

## Liste des espèces sur le territoire français
Selon l'INPN (24 juillet 2023) :
- Erigeron acris L., 1753

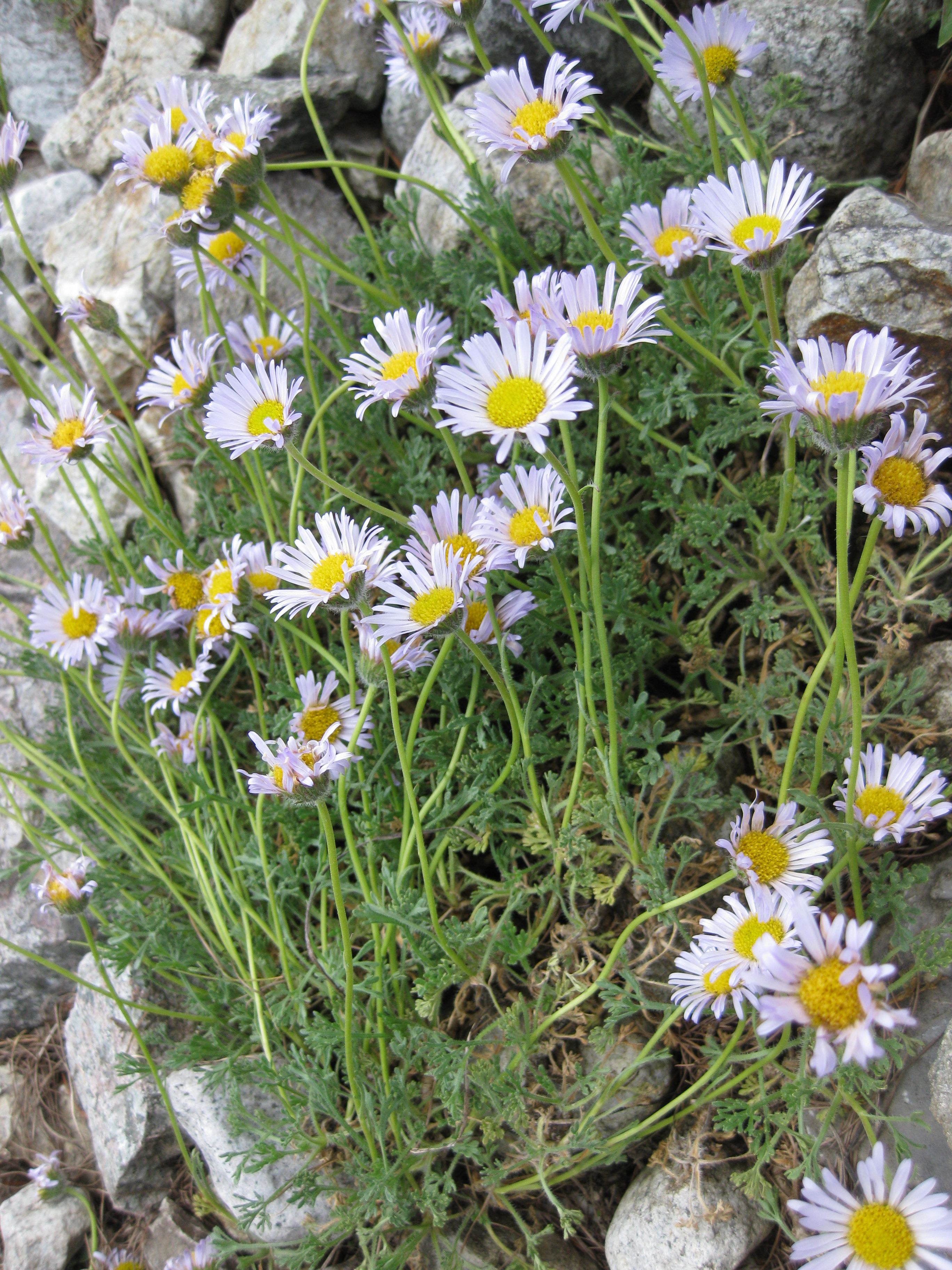
Erigeron compositus subsp. glabratus.

- Erigeron alpinus L., 1753 - Vergerette des Alpes
- Erigeron annuus (L.) Desf., 1804 - Vergerette annuelle
- Erigeron atticus Vill., 1788 - Vergerette d'Attique
- Erigeron aureus Greene, 1891
- Erigeron bellioides DC., 1836
- Erigeron bilbaoanus (J.Rémy) Cabrera, 1939
- Erigeron blakei Cabrera, 1941
- Erigeron bonariensis L., 1753 - Vergerette de Buenos Aires
- Erigeron canadensis L., 1753 - Vergerette du Canada
- Erigeron canadensis × Erigeron sumatrensis
- Erigeron floribundus (Kunth) Sch.Bip., 1865
- Erigeron frigidus Boiss. e×DC., 1838
- Erigeron glabratus Hoppe & Hornsch. e×Bluff & Fingerh., 1825 - Vergerette glabre
- Erigeron glaucus Ker Gawl., 1815 - Vergerette glauque
- Erigeron karvinskianus DC., 1836 - Vergerette de Karwinski, Vergerette mucronée
- Erigeron laevigatus Rich., 1792
- Erigeron lechleri Sch.Bip., 1855
- Erigeron neglectus A.Kern., 1871 - Vergerette négligée
- Erigeron paolii Gamisans, 1977 - Vergerette de Paoli
- Erigeron philadelphicus L., 1753 - Vergerette de Philadelphie
- Erigeron polycladus Urb., 1903
- Erigeron primulifolius (Lam.) Greuter, 2003
- Erigeron schleicheri Gremli, 1886
- Erigeron speciosus (Lindl.) DC., 1836
- Erigeron strigosus Muhl. e×Willd., 1803
- Erigeron sumatrensis Retz., 1810
- Erigeron uniflorus L., 1753 - Vergerette à une fleur
- Erigeron ×advenigenus Borbás, 1893
- Erigeron ×chanousii Vacc. e×Fiori, 1927
- Erigeron ×daveauana (Sennen) Greuter, 2007
- Erigeron ×foucaudii B.Bock, 2012
- Erigeron ×glabrescens Brügger, 1886
- Erigeron ×glareosus Brügger, 1880
- Erigeron ×helveticus Brügger, 1880
- Erigeron ×huelsenii Vatke, 1871
- Erigeron ×rhaeticus Brügger, 1880
- Erigeron ×vandasii Vierh., 1906
- Erigeron ×vierhapperi (Briq. & Cav.) Janch., 1932

## Liste des espèces
Selon la Global Compositae Database (24 juillet 2023) :
- Erigeron abajoensis Cronquist
- Erigeron acer L.
- Erigeron acris L.
- Erigeron adenophorus Greenm.
- Erigeron aegyptiacus L.
- Erigeron alexeenkoi (Krasch.) Botsch.
- Erigeron aliceae Howell
- Erigeron allochrous Botsch.
- Erigeron alpiniformis Cronquist
- Erigeron alpinus L.
- Erigeron altaicus Popov
- Erigeron altissimus R.R.Stewart
- Erigeron andicola DC.
- Erigeron androssovii Popov
- Erigeron angustissimus Lindl. ex DC.
- Erigeron anisophyllus Rech.f.
- Erigeron annuactis G.L.Nesom
- Erigeron annuus (L.) Desf.
- Erigeron aphanactis (A.Gray) Greene
- Erigeron apiculatus Benth.
- Erigeron aquarius Standl. & Steyerm.
- Erigeron arenarioides (D.C.Eaton ex A.Gray) A.Gray ex Rydb.
- Erigeron arisolius G.L.Nesom
- Erigeron arizonicus A.Gray
- Erigeron armerifolius Turcz. ex DC.
- Erigeron asperugineus (D.C.Eaton) A.Gray
- Erigeron asteroides Wall.
- Erigeron astranthioides De Jong & G.L.Nesom
- Erigeron atticus Vill.
- Erigeron aurantiacus Regel
- Erigeron aureus Greene
- Erigeron aviatorum Herter
- Erigeron azureus Regel ex Popov
- Erigeron badachschanicus Botsch.
- Erigeron baicalensis Botsch.
- Erigeron bardsirica Parsa
- Erigeron basaseachensis G.L.Nesom
- Erigeron basilobatus S.F.Blake
- Erigeron baumii O.Hoffm.
- Erigeron bellidiastroides Griseb.
- Erigeron bellidiastrum Nutt.
- Erigeron bellidifolius Muhl. ex Willd.
- Erigeron bellidiformis Popov
- Erigeron bellidioides Griseb.
- Erigeron bellidioides (Hook.f.) S.J.Forbes & D.I.Morris
- Erigeron bellidioides (Buch.-Ham. ex D.Don) Benth. ex C.B.Clarke
- Erigeron bellioides DC.
- Erigeron bigelovii A.Gray
- Erigeron bilbaoanus Cabrera
- Erigeron biolettii Greene
- Erigeron biramosus Botsch.
- Erigeron blakei Cabrera
- Erigeron blochmanae Greene
- Erigeron bloomeri A.Gray
- Erigeron boergeri Herter
- Erigeron bonariensis L.
- Erigeron borealis (Vierh.) Simmons
- Erigeron brachyphyllus
- Erigeron brachyspermus Botsch.
- Erigeron breviscapus (Vaniot) Hand.-Mazz.
- Erigeron breweri A.Gray
- Erigeron burejensis Barkalov
- Erigeron burnatii F.O.Wolf
- Erigeron byei S.D.Sundb. & G.L.Nesom
- Erigeron cabulicus (Boiss.) Botsch.
- Erigeron caeruleus Urb.
- Erigeron caespitans Kom.
- Erigeron caespitosus Nutt.
- Erigeron calcicola Greenm.
- Erigeron calderae A.Hansen
- Erigeron campanensis Valdeb., Lowrey & Stuessy
- Erigeron camposportoi Cabrera
- Erigeron canaani S.L.Welsh
- Erigeron canadensis L.
- Erigeron canescens Sch.Bip.
- Erigeron canus A.Gray
- Erigeron capillipes Ekman ex Urb.
- Erigeron cascadensis A.Heller
- Erigeron caucasicus Steven
- Erigeron caulinifolius G.L.Nesom
- Erigeron cavernensis S.L.Welsh & N.D.Atwood
- Erigeron cedretorum Rech.f.
- Erigeron celerieri Emb. & Maire
- Erigeron cervinus Greene
- Erigeron chiangii G.L.Nesom
- Erigeron chihuahuanus Greene
- Erigeron chionophilus Wedd.
- Erigeron chionophilus Boiss.
- Erigeron chiriquensis Standl.
- Erigeron chrysopsidis A.Gray
- Erigeron cieloensis G.L.Nesom
- Erigeron cilicicus Boiss. ex Vierh.
- Erigeron cinereus Hook. & Arn.
- Erigeron circulis G.L.Nesom
- Erigeron clokeyi Cronquist
- Erigeron coeruleus Popov
- Erigeron compactus S.F.Blake
- Erigeron compositus Pursh
- Erigeron concinnus (Hook. & Arn.) Torr. & A.Gray
- Erigeron consimilis Cronquist
- Erigeron conyzoides F.Muell.
- Erigeron coronarius Greene
- Erigeron coroniglandifer G.L.Nesom
- Erigeron coulteri Porter
- Erigeron crenatus Eastw.
- Erigeron cuatrocienegensis G.L.Nesom
- Erigeron cuneifolius DC.
- Erigeron cyanactis Rech.f.
- Erigeron dactyloides (Greenm.) G.L.Nesom
- Erigeron daenensis Vierh.
- Erigeron darrellianus Hemsl.
- Erigeron daveauanus (Sennen) Greuter
- Erigeron davisii (Cronquist) G.L.Nesom
- Erigeron decumbens Nutt.
- Erigeron dejongii G.L.Nesom
- Erigeron delphinifolius Willd.
- Erigeron denalii A.Nelson
- Erigeron diplopappoides S.Schauer
- Erigeron disparipilus Cronquist
- Erigeron dissectus Urb.
- Erigeron divergens Torr. & A.Gray
- Erigeron domingensis Urb.
- Erigeron droebachensis O.F.Müll. ex Retz.
- Erigeron dryophyllus A.Gray
- Erigeron eatonii A.Gray
- Erigeron ecuadoriensis Hieron.
- Erigeron elatior (A.Gray) Greene
- Erigeron elatus (Hook.) Greene
- Erigeron elbursensis Vierh.
- Erigeron elegantulus Greene
- Erigeron eliceae
- Erigeron ellisii Hook.f.
- Erigeron elmeri (Greene) Greene
- Erigeron engelmannii A.Nelson
- Erigeron epiroticus (Vierh.) Halácsy
- Erigeron eriocalyx (Ledeb.) Vierh.
- Erigeron eriocephalus J.Vahl
- Erigeron eruptens G.L.Nesom
- Erigeron ervendbergii A.Gray
- Erigeron exilis A.Gray ex A.Gray
- Erigeron eximius Greene
- Erigeron fasciculatus Colla
- Erigeron fernandezius (Colla) Harling
- Erigeron filifolius (Hook.) Nutt.
- Erigeron flaccidus (Bunge) Botsch.
- Erigeron flagellaris A.Gray
- Erigeron floribundus (Kunth) Sch.Bip.
- Erigeron fluens G.L.Nesom
- Erigeron foliosus Nutt.
- Erigeron formosissimus Greene
- Erigeron forreri (Greene) Greene
- Erigeron fragrans Spreng.
- Erigeron fraternus Greene
- Erigeron frigidus Boiss. ex DC.
- Erigeron fuertesii Urb.
- Erigeron fukuyamae Kitam.
- Erigeron fundus G.L.Nesom
- Erigeron galeottii (A.Gray) Greene
- Erigeron garrettii A.Nelson
- Erigeron geiseri Shinners
- Erigeron gilensis Wooton & Standl.
- Erigeron gilliesii (Hook. & Arn.) Cabrera
- Erigeron glabellus Nutt.
- Erigeron glacialis (Nutt.) A.Nelson
- Erigeron glaucus Ker Gawl.
- Erigeron gnaphalioides Kunth
- Erigeron gouanii L.
- Erigeron gracilis Rydb.
- Erigeron granatensis W.Lippert
- Erigeron grandiflorus Hook.
- Erigeron greenei G.L.Nesom
- Erigeron griseus (Greenm.) G.L.Nesom
- Erigeron guatemalensis (S.F.Blake) G.L.Nesom
- Erigeron gunnii (Hook.f.) F.Muell.
- Erigeron gypsoverus G.L.Nesom
- Erigeron heterochaeta (Benth. ex Benth.) Botsch.
- Erigeron heteromorphus B.L.Rob.
- Erigeron heterophyllus Kunth & C.D.Bouché
- Erigeron hillii Domke
- Erigeron himalajensis Vierh.
- Erigeron hintoniorum G.L.Nesom
- Erigeron hispanicus (Vierh.) Maire
- Erigeron hissaricus Botsch.
- Erigeron howellii (A.Gray) A.Gray
- Erigeron humilis Graham
- Erigeron hungaricus (Vierh.) Pawł.
- Erigeron hyoseroides Griseb.
- Erigeron hyperboreus Greene
- Erigeron hypsophilus Phil.
- Erigeron hyrcanicus Bornm. & Vierh.
- Erigeron hyssopifolius Michx.
- Erigeron illapelinus Phil.
- Erigeron imbricatus Vierh.
- Erigeron incaicus Solbrig
- Erigeron incertus (d'Urv.) Skottsb.
- Erigeron ingae Skottsb.
- Erigeron inoptatus A.Gray
- Erigeron inornatus (A.Gray) A.Gray
- Erigeron irazuensis Greenm.
- Erigeron ivifolius (L.) Sch.Bip.
- Erigeron jaeschkei Vierh.
- Erigeron jamaicensis L.
- Erigeron janivultus G.L.Nesom
- Erigeron jenkinsii G.L.Nesom
- Erigeron jonesii Cronquist
- Erigeron karvinskianus DC.
- Erigeron khorassanicus Boiss.
- Erigeron kiukiangensis
- Erigeron klamathensis (G.L.Nesom) G.L.Nesom
- Erigeron klossii S.Moore
- Erigeron komarovii Botsch.
- Erigeron kopetdaghensis Popov
- Erigeron krylovii Serg.
- Erigeron kumaunensis (Vierh.) Wendelbo
- Erigeron kunshanensis
- Erigeron lachnocephalus Botsch.
- Erigeron lanatus Hook.
- Erigeron lanceolatus Wedd.
- Erigeron lanuginosus Y.L.Chen
- Erigeron lassenianus Greene
- Erigeron latus (A.Nelson & J.F.Macbr.) Cronquist
- Erigeron laxiflorus Baker
- Erigeron lechleri Sch.Bip.
- Erigeron leibergii Piper
- Erigeron leiolepis Solbrig
- Erigeron leiomerus A.Gray
- Erigeron leioreades Popov
- Erigeron lepidopodus (B.L.Rob. & Fernald) G.L.Nesom
- Erigeron leptocladus Rech.f.
- Erigeron leptopetalus Phil.
- Erigeron leptorhizon DC.
- Erigeron leucanthemifolius S.Schauer
- Erigeron leucoglossus
- Erigeron libanensis Urb.
- Erigeron libanoticus Vierh.
- Erigeron linearis (Hook.) Piper
- Erigeron lobatus A.Nelson
- Erigeron lonchophyllus Hook.
- Erigeron longipes DC.
- Erigeron luteoviridis Skottsb.
- Erigeron luxurians (Skottsb.) Solbrig
- Erigeron macdonaldii G.L.Nesom
- Erigeron machucana G.L.Nesom
- Erigeron maguirei Cronquist
- Erigeron mairei H.Lév.
- Erigeron major (Boiss.) Vierh.
- Erigeron mancus Rydb.
- Erigeron maniopotamicus G.L.Nesom & T.W.Nelson
- Erigeron manshuricus (Kom.) Vorosch.
- Erigeron matsudae Koidz.
- Erigeron maxonii S.F.Blake
- Erigeron mayoensis G.L.Nesom
- Erigeron melanocephalus (A.Nelson) A.Nelson
- Erigeron metrius S.F.Blake
- Erigeron mihianus S.F.Blake
- Erigeron mimegletes Shinners
- Erigeron mimus (S.F.Blake) G.L.Nesom
- Erigeron minusculus Cuatrec.
- Erigeron miyabeanus (Tatew. & Kitam.) Tatew. & Kitam. ex Tatew. & Kita
- Erigeron modestus A.Gray
- Erigeron mohinorensis G.L.Nesom
- Erigeron monticolus DC.
- Erigeron morelensis Greenm.
- Erigeron morrisonensis Hayata
- Erigeron moupinensis Franch.
- Erigeron muirii A.Gray
- Erigeron multifolius Hand.-Mazz.
- Erigeron multiradiatus (Lindl. ex DC.) Benth. & Hook.f.
- Erigeron myosotis Pers.
- Erigeron nacoriensis G.L.Nesom
- Erigeron nannogeron Rech.f.
- Erigeron narcissus G.L.Nesom
- Erigeron nauseosus (M.E.Jones) A.Nelson
- Erigeron neglectus A.Kern.
- Erigeron neocaledonicus S.Moore
- Erigeron neomexicanus A.Gray
- Erigeron nitidus S.J.Forbes
- Erigeron nivalis Nutt.
- Erigeron oaxacanus Greenm.
- Erigeron ochroleucus Nutt.
- Erigeron olympicus Schott & Kotschy
- Erigeron onofrensis G.L.Nesom
- Erigeron oreades (Schrenk) Fisch. & C.A.Mey.
- Erigeron oreophilus Ridl.
- Erigeron oreophilus Greenm.
- Erigeron othonnifolius Hook. & Arn.
- Erigeron ovinus Cronquist
- Erigeron oxyodontus Lunell
- Erigeron oxyphyllus Greene
- Erigeron pallens Cronquist
- Erigeron pallidus Popov
- Erigeron palmeri A.Gray
- Erigeron paludicola S.J.Forbes
- Erigeron pamiricus Botsch. & Kochk.
- Erigeron panduratus C.C.Chang
- Erigeron paolii Gamisans
- Erigeron pappocromus Labill.
- Erigeron parryi Canby & Rose
- Erigeron patagonicus Phil.
- Erigeron pattersonii G.L.Nesom
- Erigeron paucilobus Urb.
- Erigeron pauper Benoist
- Erigeron pazensis Sch.Bip. ex Rusby
- Erigeron peregrinus (Banks ex Pursh) Greene
- Erigeron petiolaris Vierh.
- Erigeron petroiketes Rech.f.
- Erigeron petrophilus Greene
- Erigeron philadelphicus L.
- Erigeron piloso-villosus S.Moore
- Erigeron pinkavii B.L.Turner
- Erigeron pinnatisectus (A.Gray) A.Nelson
- Erigeron platyphyllus Greene
- Erigeron plesiogeron Rech.f.
- Erigeron podophyllus G.L.Nesom
- Erigeron poliospermus A.Gray
- Erigeron polycephalus (Larsen) G.L.Nesom
- Erigeron polycladus Urb.
- Erigeron poncinsii (Franch.) Botsch.
- Erigeron popovii Botsch.
- Erigeron porphyrolepis
- Erigeron porsildii G.L.Nesom & D.F.Murray
- Erigeron potosinus Standl.
- Erigeron primulifolium (Lam.) Greuter
- Erigeron procumbens (Houst. ex Mill.) G.L.Nesom
- Erigeron pseud (Bunge) Popov
- Erigeron pseuderiocephalus Popov
- Erigeron pseudoeriocephalus M.Pop.
- Erigeron pseudohyrcanicus Grierson ex R.R.Stewart
- Erigeron pseudoseravschanicus Botsch.
- Erigeron pubescens Kunth
- Erigeron pulchellus Michx.
- Erigeron pulcher Phil.
- Erigeron pulcherrimus A.Heller
- Erigeron pumilus Nutt.
- Erigeron punjabensis T.Akhtar & Chaudhri
- Erigeron purpurascens
- Erigeron purpuratus Greene
- Erigeron pygmaeus (A.Gray) Greene
- Erigeron quiexobrensis G.L.Nesom
- Erigeron radicatus Hook.
- Erigeron raphaelis Cuatrec.
- Erigeron reconditus G.L. Nesom
- Erigeron reductus (Cronquist) G.L.Nesom
- Erigeron reinanus G.L.Nesom
- Erigeron rhizomactis G.L.Nesom
- Erigeron robustior (Cronquist) G.L.Nesom
- Erigeron rosulatus Wedd.
- Erigeron roylei DC.
- Erigeron rufescens Link ex Steud.
- Erigeron rupicola Phil.
- Erigeron sachalinensis Botsch.
- Erigeron salsuginosus (Richardson ex R.Br.) A.Gray
- Erigeron saracachiensis G.L. Nesom
- Erigeron scaposus DC.
- Erigeron sceptrifer G.L.Nesom
- Erigeron schalbusii Vierh.
- Erigeron schikotanensis Barkalov
- Erigeron schleicheri Gremli
- Erigeron schmalhausenii Popov
- Erigeron schnackii Solbrig
- Erigeron scoparioides G.L.Nesom
- Erigeron seemannii Greene
- Erigeron semibarbatus DC.
- Erigeron seravschanicus Popov
- Erigeron setosus (Benth.) M.Gray
- Erigeron silenifolius (Turcz. ex Turcz.) Botsch.
- Erigeron sionis Cronquist
- Erigeron socorrensis Brandegee
- Erigeron sogdianus Popov
- Erigeron songoricus Y.Wei & C.H.An
- Erigeron sparsiflorus Eastw.
- Erigeron sparsifolius Eastw.
- Erigeron speciosus (Lindl.) DC.
- Erigeron stanfordii I.M.Johnst. ex G.L.Nesom
- Erigeron strictus Hook. & Arn.
- Erigeron strigosus Muhl. ex Willd.
- Erigeron strigulosus Greene
- Erigeron subacaulis (McVaugh) G.L.Nesom
- Erigeron subalpinus Urb.
- Erigeron sublyratus Roxb. ex DC.
- Erigeron subtrinervis Rydb. ex Porter & Britton
- Erigeron sumatrensis Retz.
- Erigeron swatensis Grierson ex R.R.Stewart
- Erigeron sylvaticus Phil.
- Erigeron taipeiensis
- Erigeron talyschensis Tzvelev
- Erigeron tasmanicus (Hook.f.) Hook.f.
- Erigeron taylori Britton & P.Wilson
- Erigeron tenellus DC.
- Erigeron tener (A.Gray) A.Gray
- Erigeron tenuicaulis Ling & Y.L.Chen
- Erigeron tephropodus G.L.Nesom
- Erigeron thrincioides Griseb.
- Erigeron thunbergii A.Gray
- Erigeron tianschanicus Botsch.
- Erigeron trachselii Dalla Torre
- Erigeron tracyi Greene
- Erigeron trifidus Hook.
- Erigeron trilobus (Decne.) Boiss.
- Erigeron trimorphopsis Botsch.
- Erigeron tuerckheimii Urb.
- Erigeron turczaninowii Wedd.
- Erigeron turnerorum G.L.Nesom
- Erigeron uintahensis Cronquist
- Erigeron uliginosus Benth.
- Erigeron umbrosus (Kar. & Kir.) Boiss.
- Erigeron uncialis S.F.Blake
- Erigeron unguiphyllus G.L.Nesom
- Erigeron uniflorus L.
- Erigeron untermannii S.L.Welsh & Goodrich
- Erigeron untermanniorum S.L.Welsh
- Erigeron ursinus D.C.Eaton
- Erigeron utahensis A.Gray
- Erigeron variifolius S.F.Blake
- Erigeron vegaensis Urb.
- Erigeron velutipes Hook. & Arn.
- Erigeron veracruzensis G.L.Nesom
- Erigeron vernus (L.) Torr. & A.Gray
- Erigeron versicolor (Greenm.) G.L.Nesom
- Erigeron vetensis Rydb.
- Erigeron vicarius Botsch.
- Erigeron vichrenensis Pawł.
- Erigeron vicinus G.L.Nesom
- Erigeron violaceus Popov
- Erigeron vreelandii Rydb.
- Erigeron watsonii (A.Gray) Cronquist
- Erigeron wellsii G.L.Nesom
- Erigeron wilkenii O'Kane
- Erigeron wislizeni (A.Gray) Greene
- Erigeron yukonensis Rydb.
- Erigeron zacatensis G.L.Nesom
- Erigeron zederbaueri Vierh.
- Erigeron zosonius H.S.Pak

## Synonymes
Erigeron a pour synonymes :
- Achaetogeron A.Gray
- Asterigeron Rydb.
- Astradelphus J.Rémy
- Brachyactis Ledeb.
- Caenotus (Nutt.) Raf.
- Conyza L.
- Conyzoides Fabr.
- Darwiniothamnus Harling
- Dimorphanthes Cass.
- Diplemium Raf.
- Eschenbachia Moench
- Fimbrillaria Cass.
- Fragmosa Raf.
- Gusmania J.Rémy
- Heterochaeta DC.
- Musteron Raf.
- Phalacroloma Cass.
- Polyactidium DC.
- Polyactis Less.
- Stenactis Cass.
- Terranea Colla
- Trimorpha Cass.
- Trimorphaea Cass.
- Woodvillea DC.
- Wyomingia A.Nelson
- ×Conygeron Holub
- ×Conyzigeron Rauschert